# Glyoxylzuur
Glyoxylzuur, ook wel oxoazijnzuur (IUPAC-naam) of oxo-ethaanzuur genoemd, is een organische verbinding met als brutoformule C2H2O3.
Glyoxylzuur is zowel een aldehyde als een carbonzuur. De esters en zouten van glyoxylzuur worden glyoxylaten genoemd. De verbinding kan bereid worden door partiële oxidatie van glycolzuur of ozonolyse van maleïnezuur. Glyoxylzuur is een vloeistof met een smeltpunt van −93 °C en een kookpunt van 111 °C. Commercieel wordt het aangeboden als monohydraat en als oplossing in water.

## Fysiologische functie
De geconjugeerde base van glyoxylzuur wordt glyoxylaat genoemd. Onder die naam is de verbinding in de biologie bekend als onderdeel van de glyoxylaatcyclus. Via deze cyclus zijn organismen als bacteriën, schimmels en planten in staat vetzuren om te zetten in koolhydraten. Bovendien is glyoxylaat het bijproduct van de aminering van een aantal peptides.